# Cratere Saskia
Saskia  è un cratere sulla superficie di Venere. La depressione è intitolata a Saskia van Uylenburgh (in frisone Saakje fan Uylenburgh), modella, musa e moglie del pittore olandese Rembrandt.